# East Dunbartonshire (circonscription du Parlement britannique)
Pour l’article homonyme, voir East Dunbartonshire.
Circonscription parlementaire de la Chambre des communes
East Dunbartonshire est une circonscription électorale britannique située en Écosse.

## Liste des députés
- 1950-1983

| Élection | Élection     | MP              | Parti              |
| -------- | ------------ | --------------- | ------------------ |
|          | 1950         | David Kirkwood  | Parti travailliste |
|          | 1951         | Cyril Bence     | Parti travailliste |
|          | 1970         | Hugh McCartney  | Parti travailliste |
|          | février 1974 | Barry Henderson | Parti conservateur |
|          | octobre 1974 | Margaret Bain   | SNP                |
|          | 1979         | Norman Hogg     | Parti travailliste |

- Depuis 2005

| Élection | Élection | MP            | Parti               |
| -------- | -------- | ------------- | ------------------- |
|          | 2005     | Jo Swinson    | Libéraux-démocrates |
|          | 2015     | John Nicolson | SNP                 |
|          | 2017     | Jo Swinson    | Libéraux-démocrates |
|          | 2019     | Amy Callaghan | SNP                 |